# SN 1975I
SN 1975I – supernowa odkryta 10 czerwca 1975 roku w galaktyce A231900+1501. W momencie odkrycia miała maksymalną jasność 18,00m.